# José Cruz Murillo
José Trinidad Cruz Murillo, más conocido como Trino Murillo (Sulaco, Yoro, Honduras; 3 de abril de 1943 -  Tegucigalpa, Francisco Morazán, Honduras; 24 de febrero de 2014) fue un periodista y locutor de radio hondureño.

## Biografía
Nació en Sulaco, Yoro. Sus padres eran Lucila Murillo y Trino Cruz. Hasta 2014 estuvo casado con María de Cruz Murillo, con quien procreó cinco hijos: Javier, Trino, Johana, Lucy y Mary. Falleció el 24 de febrero en Tegucigalpa, Honduras a los 70 años de edad.
José Cruz Murillo laboró por 43 años en HRN, en el programa “Gaceta Informativa”. Por más de cuatro décadas, Murillo se desempeñó en la radiodifusión, gracias a su formación profesional en Colombia en materia de producción de programas culturales de radio y televisión. Sin embargo, el reconocido comunicador se había retirado de las cabinas de radio en enero de 2014 para recuperarse de su enfermedad relacionada con el funcionamiento de su páncreas.

## Muerte
José Cruz Murillo falleció a los 70 años de edad el 24 de febrero de 2014 en Tegucigalpa, Honduras. El velatorio se llevó a cabo en la funeraria Espíritu Santo, ubicada en el bulevar Suyapa, de Tegucigalpa. La misa de cuerpo presente se llevó a cabo el 25 de febrero en la Basílica de Suyapa a las 2:00 de la tarde y fue sepultado en el cementerio San Miguel Arcángel, en Las Casitas, Departamento de Francisco Morazán.
Tras su muerte, el expresidente de la república Rafael Leonardo Callejas y el actual presidente de la república Juan Orlando Hernández publicaron en Twitter sus condolencias por la muerte del periodista.

"Quiero expresar mis condolencias para la familia del reconocido periodista José “Trino” Murillo de HRN. ¡Qué Dios lo tenga en su gloria!" -Juan Orlando Hernández

"Mis condolencias a los familiares de José “Trino” Murillo. ¡Especial y querido amigo!" -Rafael Leonardo Callejas